# Planha
Planha (francès Plagne) és un municipi del departament francès de l'Alta Garona, a la regió d'Occitània.

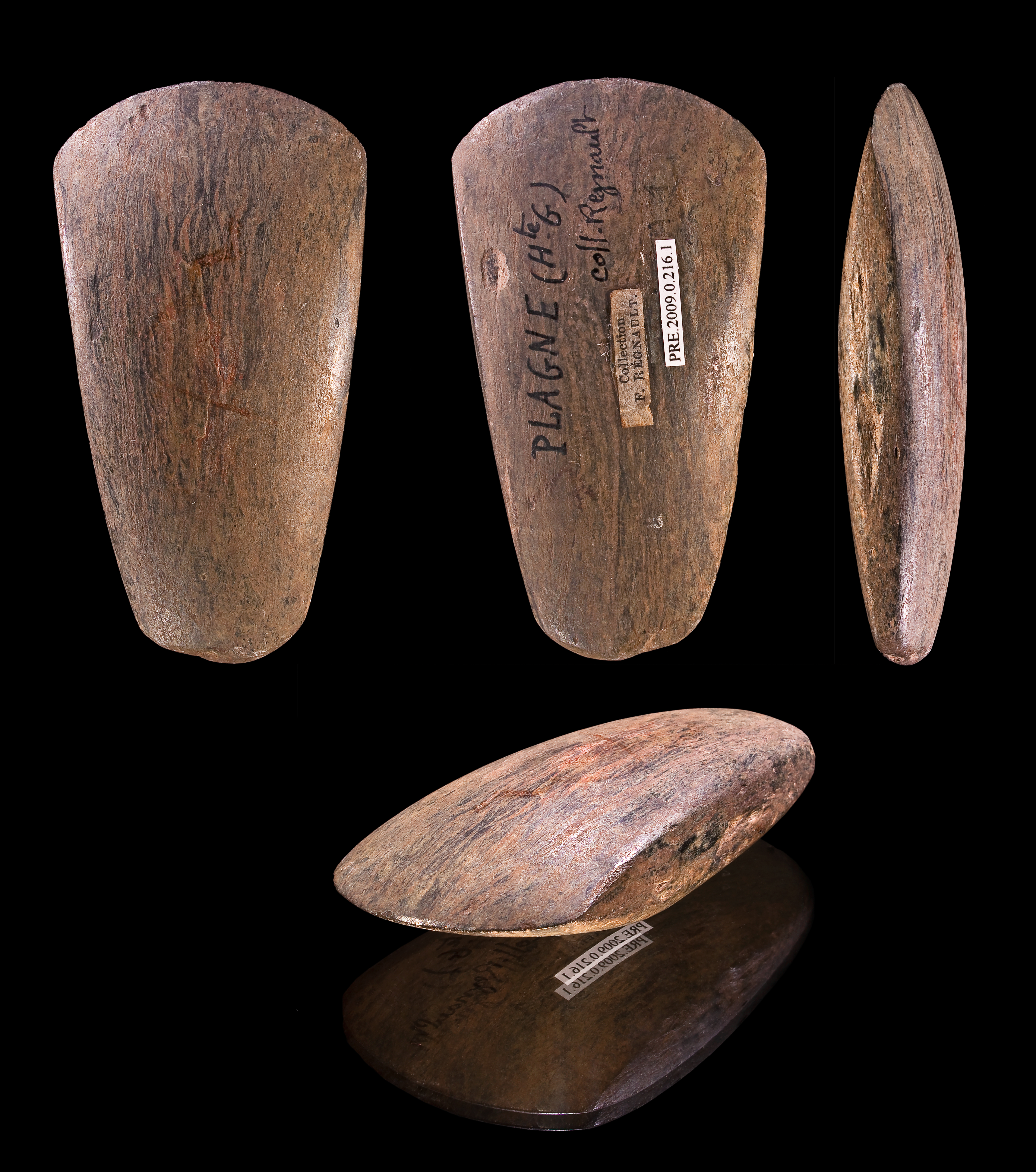
Plagne - Hache polie période néolithique - Museu de Tolosa de Llenguadoc